# Elezioni primarie del Partito Repubblicano del 1964 (Stati Uniti d'America)
Le elezioni primarie del Partito Repubblicano del 1964 furono lo strumento di selezione attraverso il quale gli elettori del Partito Repubblicano scelsero il loro candidato per le elezioni presidenziali del 1964. Il senatore dell'Arizona Barry Goldwater vinse dopo una serie di elezioni primarie e caucus culminati con la Convention Nazionale Repubblicana che si tenne dal 13 al 16 luglio 1964 a San Francisco, California.